# ثم تشرق الشمس (فلم)
ثم تشرق الشمس هو فيلم دراما مصري للمخرج أحمد ضياء الدين عام 1971، عن قصة وحوار الكاتب ثروت أباظة وسيناريو أحمد عبد الوهاب. الفيلم من بطولة رشدي أباظة ونجلاء فتحي ونور الشريف وسهير رمزي  وتدور الأحداث حول شقيقين لهم عم ثري، يحبان ابنتيه «فايزة» و«وفية» المصابة بالصمم. يخسر الأب كل ثروته ويصبح الشقيقان فقراء.
صدر الفيلم إلى دور العرض المصرية في 27 سبتمبر 1971.
منح موقع قاعدة بيانات الأفلام العربية «السينما.كوم» الفيلم درجة 5.3/ 10.

## القصة
الشقيقان خيري (رشدي أباظة) ويسري (نور الشريف) لهما عم ثري هو عزت (محمود رشاد)، الشقيقيان يحبان ابنتيه «فايزة» (نجلاء فتحي) و«وفية» (عفاف الباز). يخسر والد خيري ويسري كل ثروته ويصبح الشقيقان فقراء ويضطر خيري للتوقف عن التعليم الجامعي ويطلب من عمه أن يجد له وظيفة ليتمكن من الإنفاق على تعليم أخيه الأصغر يسري الذي يعيش وهو يلعن الفقر. يدفع (حامد)، الذي كان معلم في مدرسة خيري ويسري، بأخته الجميلة «دولت» (سهير رمزي) إلى الثري عزت، أثناء سفره بالخارج من أجل الحصول على درجة الدكتوراه، للعمل كممرضة في خدمة الابنة المريضة، الصماء فايزة. تنشأ بين خيري والممرضة دولت علاقة تبدو آثمة في بدايتها، وعلى الجانب الآخر تنشأ علاقة آخرى بين الأخ الأصغر يسري وبين الممرضة، ويتزوج بفايزة المريضة من أجل أن يصبح ثريًا. ويستمر في نفس الوقت في علاقته بالممرضة. بعد نيله الدكتوراه، يتسلل الأخ الأكبر إلى أعلى المناصب حتى يصبح عضوًا منتدبًا في إحدى الشركات الكبرى ويعين الأخ الأصغر سكرتيرًا عامًا للشركة يتقاضى رشاوى من أجل تسهيل الأعمال. يكتشف حامد أن شقيقته على علاقة آثمة فيسعى إلى تزويجها من عبد الوهاب (معتز الشربيني) مقابل تعيينه في الشركة. تنكشف أعمال يسري وحامد في النهاية ويتم القبض عليهم. ولكن يبقى الحب الذي يجعل الزوجة فايزة تنتظر زوجها يسري حتى يخرج من سجنه.

## الممثلون
- رشدي أباظة: في دور خيري همام
- نجلاء فتحي: في دور فايزة عزت
- نور الشريف: في دور يسري همام
- سهير رمزي: في دور دولت عبد الكريم (شقيقة حامد وممرضة فايزة)
- عفاف الباز: في دور وفية عزت
- فتحية شاهين: في دور أم فايزة (خالة خيري ويسري)
- حسين قنديل: في دور حامد عبد الكريم (مدرس خيري ويسري)
- محمود رشاد: في دور عزت (والد فايزة ووفية)
- حسين الشربيني: في دور عبد الوهاب
- سيد زيان
- حمدي أحمد
- زيزي مصطفى
- علية عبد المنعم
- هياتم
- عبد المنعم بسيوني
- سمير ولي الدين
- محمد أبو حشيش
- فاتن فؤاد
- بكر رضوان
- مختار السيد
- ليلى مرسي
- حافظ أمين
- أبو السعود طه
- فاروق حنفي
- عدلي الشرقاوي
- غريب محيي الدين
- حسن أنيس
- الطوخي توفيق
- صالح الإسكندراني[7][8]

## الفيلم وبطلته
قالت نجلاء فتحي عن أبرز وأهم الأفلام التي تعتز بها: «أبرز وأهم هذه الأفلام مجموعة الأفلام التي قدمتها في حقبة السبعينات فكنت تقريباً قاسما مشتركاً في معظم أفلام هذه الحقبة وتعاونت مع معظم المخرجين وأعتز كثيراً بأفلام» حسناء المطار" عام 1971 وفيلم "أختي" في نفس العام مع محمود ياسين وفي نفس العام 1971 قدمت فيلم "ثم تشرق الشمس«مع المخرج احمد ضياء الدين مع رشدي أباظة ونور الشريف».

## روابط خارجية
- ثم تشرق الشمس على موقع IMDb (الإنجليزية)
- ثم تشرق الشمس على موقع قاعدة بيانات الأفلام العربية